# Классификация шлемов
Классификация шлемов — классификация защитных головных уборов (наголовьев, шлемов) из числа оборонительного или охранительного вооружения (средств индивидуальной защиты), выполняющих защитные функции головы ратника.
В мире существует несколько систем классификации наголовьев (шлемов).

## По времени и территории распространения

### Средние века

#### Русь

##### Классификация по Кирпичникову
Классификация разработана советским учёным А. Н. Кирпичниковым. Основана, преимущественно, на археологических находках до 1971 года, а также на письменных источниках. Классифицированных шлемов X—XIV века — 37.
- Тип I. X—XI века. Конические шлемы без наносника. 2 образца. См. норманнский шлем.
- Тип II. X—XII века. Сфероконические клёпанные шлемы. 6 образцов. См. шлемы черниговского типа.
- Тип IIА. X—XIII века. Сфероконические шлемы. 4 образца.
- Тип IIБ. XII—XIII века. Высокие сфероконические шлемы с наносником. 8 образцов. См. в статье шелом.
- Тип III. XII—XIII века. Цилиндроконические шлемы, снабжаемые личинами. 3 образца. См. чёрноклобуцкий колпак.
- Тип IV. XII—XIII века. Крутобокие сфероконические шлемы с клювовидным наносником. 6 образцов. См. княжеский шелом.
- Тип V. XIII—XIV века. Полусферические шлемы с полями. 3 образца. Фактически шапель.
- Шеломы. До XVII века. Высокие сфероконические шлемы, родственные типу IIБ.
- Шишаки. XV—XVII века.
- Шапки железные. Небольшие гибридные шлемы.

##### Классификация по Висковатову
Классификация военного историка А. В. Висковатова. Она менее точна, чем классификация Кирпичникова — в частности, наоборот используются понятия шелом по Кирпичникову — это шишак по Висковатову. И относится, преимущественно, к более позднему периоду.
- Шеломы. Изначально — типологичные норманнским, а позднее — низкие сфероконические шлемы, часто дополнявшиеся наушами и наносником. Типы I, IV, шишаки и шапки железные по Кирпичникову.
- Шишаки. Высокие шлемы с шпилем, шеломы по Кирпичникову.
- Колпаки. Высокие угловатые цилиндроконические шлемы, оставлявшие открытым лицо.
- Мисюрки. Небольшие наголовья с бармицей.
- Шапки железные. Невысокий шлем из листового или кованного железа, без дополнительных защитных элементов.
- Ерихонкие шапки. Стальные или булатные сфероконические шлемы с наносником, наушами и назатыльником.
- Шапки медные. Ерихонки, но выполненные из меди (латуни).
- Шапки бумажные. Стёганые защитные головные уборы.

#### Европа
В Европе классификация шлемов постепенно сложилась сама, и представлена у многих историков, таких, как Вендален Бехайм и более поздних.
- Вендельские шлемы
  - Кабаньи шлемы
- Каркасный шлем
- Норманнский шлем
- Цервельер
- Шапель
- Топфхельм
- Бацинет
- Салад
- Шапка железная
- Остов
- Барбют
- Бикок
- Армет
- Бургиньот
- Шишак
- Черепник
- Морион
- Кабассет

## По конструкции
Шлемы могут быть как открытыми, так и закрытыми. Тулья может быть цельнокованной, литой или собранной из нескольких частей (клёпаной или паяной). Сам шлем может быть из железа, стали, бронзы, меди или другого материала. Может дополняться защитными элементами, такими, как: науши, наносник, назатыльник, бармица, поля, козырёк, личина, забрало, полумаска. Кроме того, конструкции шлемов многих исторических эпох содержали декоративные элементы, например, так называемые антенны.

## По форме
Выделяются также типы шлемов, в зависимости от их формы. Некоторые из них:
- Полусферические.
- Конические.
- Сфероконические.
- Цилиндрические.
- Цилиндроконические.
- Сфероцилиндрические.

### Исполнение тульи
- Гладкая — с ровной поверхностью.
- Рифлёная — выполненная в виде рёбер жёсткости.
  - Лощатая — в виде вертикальных углублений — долов.
  - Витая — закрученная по спирали.
  - С выпуклыми выступами.
- Перфорированная.

### Куполообразные шлемы
В разных системах классификации термин «куполовидность» означает разное.
- Шлемы, отличающиеся плавно сужающимся подвершьем и плавными переходами между отдельными элементами.
- Шлемы, оканчивающиеся заострением.
- Все открытые шлемы.